# Ломо, Тони
Тони Ломо (англ. Tony Lomo; род. 17 декабря 1983, Малаита, Малаита) — соломонский дзюдоист, представитель суперлёгкой весовой категории. Выступает за национальную сборную Соломоновых Островов по дзюдо с 2007 года, серебряный и бронзовый призёр чемпионатов Океании, участник летних Олимпийских игр в Лондоне.

## Биография
Тони Ломо родился 17 декабря 1983 года в поселении Таква на острове Малаита, Соломоновы Острова.
Дебютировал на взрослом международном уровне в сезоне 2007 года, когда вошёл в основной состав соломонской национальной сборной и выступил на чемпионате мира в Рио-де-Жанейро, где уже в 1/32 финала суперлёгкой весовой категории был остановлен греком Лаврентиосом Алексанидисом.
В 2009 году занял седьмое место на Кубке мира в Апии.
В 2010 году был пятым на чемпионате Океании в Канберре, отметился выступлениями на Кубке мира в Апии и на мировом первенстве в Токио, где в 1/32 финала проиграл узбеку Габиту Есимбетову.
В 2011 году вновь стал пятым на чемпионате Океании, занял седьмое место на Кубке мира в Апии, побывал на чемпионате мира в Париже.
Наивысшего успеха в своей спортивной карьере добился в сезоне 2012 года, когда завоевал бронзовую медаль на чемпионате Океании в Кэрнсе и благодаря череде удачных выступлений удостоился права защищать честь страны на летних Олимпийских играх в Лондоне. В категории до 60 кг благополучно прошёл своего первого соперника по турнирной сетке представителя Мозамбика Неузо Сигауке, тогда как во втором поединке в 1/8 финала потерпел поражение от француза Софьяна Милу и таким образом выбыл из дальнейшей борьбы за медали. Помимо этого, он выступил на турнире Большого шлема в Токио и на Кубке мира в Чеджу, однако здесь был тоже далёк от попадания в число призёров.
После лондонской Олимпиады Ломо остался действующим спортсменом, хотя и заметно сократил свою соревновательную активность. В 2014 году он выступил на Играх Содружества в Глазго, где проиграл в первом же поединке.
В 2017 году выиграл серебряную медаль на чемпионате Океании в Тонга.
В 2018 году боролся на Кубке мира в Перте.